# Süderau
Süderau er en by og kommune i det nordlige Tyskland, beliggende i Amt Krempermarsch i den sydlige del af Kreis Steinburg. Kreis Steinburg ligger i den sydvestlige del af delstaten Slesvig-Holsten.

## Geografi
Süderau ligger lige øst for Krempe og omkring ti kilometer syd for Itzehoe og tolv kilometer nordvest for Elmshorn mellem Bundesstraße B431 og motorvejen A23. Kremper Au løber gennem kommunen.